# Марна (река)
Марн (на френски: Marne; на латински: Matrona, Materna) е река в Северна Франция (департаменти Горна Марна, Марн, Ен, Сена и Марна, Сен Сен Дени и Вал дьо Марн), десен (най-дълъг) приток на Сена. Дължина 514 km, площ на водосборния басейн 12 920 km².

## Географска характеристика
Река Марна води началото си на 445 m н.в., в северната част на платото Лангър, в южната част на департамента Горна Марна. В горното си течение, до град Сен Дизие (департамента Марн) тече на север през хълмисти райони в сравнително тясна, но плитка долина. След това навлиза в източната част на хълмистата равнина Парижки басейн, като постепенно завива на северозапад, запад и югозапад и тече в широка и плитка долина със спокойно и бавно точение и десетки големи меандри. Влива се отдясно в река Сена, на 23 m н.в., в югоизточното предграние Иври сюр Сен на Париж.
Водосборният басейн на Марна обхваща площ от 12 920 km², което представлява 16,43% от водосборния басейн на Сена. Речната ѝ мрежа е двстранно развита. На северозапад и север водосборният басейн на Марна граничи с водосборния басейни на река Оаз (десен приток на Сена), на изток – с водосборния басейн на река Маас (Мьоз, от басейна на Северно море), на югоизток – с водосборния басейн на река Рона (от басейна на Средиземно море), а на юг и югозапад – с водосборните басейни на реките Об, Йер и други по-малки, десни притоци на Сена.
Основни притоци:
- леви – Блез (86 km, 480 km²), Сом-Суд (60 km, 500 km²), Пти Морен (86 km, 605 km²), Гран Морен (118 km, 1197 km²);
- десни – Роньон (73 km, 631 km²), Со (115 km, 2100 km²), Урк (87 km, 345 km²).[2]

Река Марна има предимно дъждовно подхранване с ясно изразено зимно пълноводие, когато нивото ѝ се покачва с 4 – 5 m и слабо изразено лятно маловодие. Среден годишен отток в устието 110 m³/sec

## Стопанско значение, селища
Марна има важно транспортно значение за Франция. По своето корито е плавателна за плиткогазещи речни съдове до град Еперне (департамента Марн), след което почти до изворът ѝ удпоредно на нея са изградени плавателни канали, които я свързват с реките: Маас (Мьоз) – чрез канала „Реймс“, река Ен (приток на Оаз) и канала „Ен – Маас“; Рейн – чрез канала „Марна – Рейн“ и Сона (приток на Рона) – чрез канала „Марна – Сона“.
Долината на реката е гъсто заселена, като най-големите селища са: Шомон и Сен Дизие (департамент Горна Марна); Витри льо Франсуа, Шалон сюр Марн и Еперне (департамент Марн); Шато Тиери (департамент Ен); Мо и Лани (департамент Сена и Марна) и източните предградия на Париж.

## Историческа справка
По бреговета на реката, източно от Париж, от 5 до 12 септември 1914 г. по време на Първата световна война (1914 – 1918) става голямо сражение между англо-френските и германските войски, което завършва с хиляди жертви и без победител.